# Néstor Gorosito
Néstor Gorosito, argentinski nogometaš in trener, * 14. maj 1964.
Za argentinsko reprezentanco je odigral 19 uradnih tekem in dosegel en gol.